# Ana Gallum

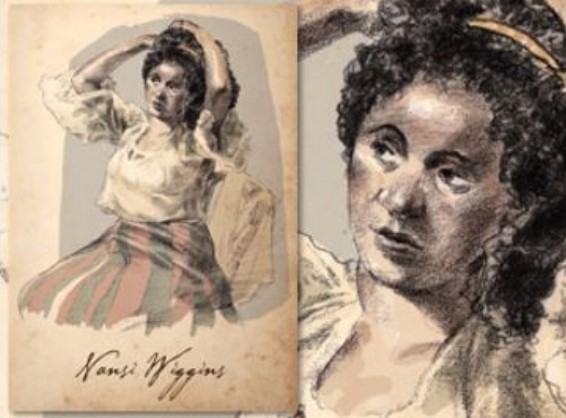
Ana Gallum.

Ana Gallum eller Nansi Wiggins, död efter 1811, var en amerikansk affärsidkare. 
Hon var född i Senegal och noteras först i Florida som slav hos plantageägaren och indian-handlaren Don Joseph "Job" Wiggins. Hon fick sex barn med Wiggins, som så småningom frigav henne och gifte sig med henne i Rollestown 1781. Vigseln erkändes dock inte av de spanska myndigheterna i dåvarande Spanska Florida eftersom den inte var katolsk. Hennes döttrar gifte sig med förmögna vita män. 
Vid Wiggins död 1797 övertog hon hans stora plantage, som hon skötte i samarbete med sina söner, och blev själv slavägare. Eftersom Wiggins avled utan testamente och deras vigselceremoni inte ansågs giltig av spanjorerna, fick Ana Gallum driva ett flertal processer mot myndigheterna för att få rätten till hans egendom (via ombud, då hon själv var illitterat), men hennes och hennes barns arvsrätt erkändes slutligen år 1801. 
Hennes livsöde som en slav som blev slavägare var inte helt okänd i Florida, där fria färgade spelade en större roll än någon annanstans i USA förutom Louisiana, något som berodde på de spanska lagarna, som mildare för både slavar och fria färgade än de engelska, och hon anses tillsammans med Anna Kingsley vara en av de mer notabla exemplen på detta. 